# インベスコ
インベスコ・リミテッド（Invesco Ltd.）は、アメリカ合衆国ジョージア州アトランタを本拠地とする独立系資産運用会社で、世界20カ国以上の拠点で資産運用サービスを展開している。ニューヨーク証券取引所に上場し、S&P500種株価指数の採用銘柄になっている。ミューチュアル・ファンド運用額で米国TOP10。
上場投資信託（ETF）では、ナスダック100指数に連動するInvesco QQQ Trust, Series 1（NASDAQ: QQQ)などを運用する。

## 日本での事業展開
- インベスコ・アセット・マネジメント株式会社
- インベスコ・グローバル・リアルエステート・アジアパシフィック・インク
- インベスコ・オフィス・ジェイリート投資法人